# George Abbot
George Abbot (Guildford, 19 ottobre 1562 – Croydon, 5 agosto 1633) è stato un arcivescovo anglicano inglese.
Fratello di Robert e di Sir Maurice, fu arcivescovo di Canterbury dal 1611.
Studiò presso la Royal Grammar School di Guildford ed in seguito presso il Balliol College di Oxford.
Fedele alla tradizione dell'anglicanesimo primitivo, si mise contro, quindi, all'arminianesimo e al cattolicesimo e favorì il riavvicinamento ai protestanti tedeschi attraverso il matrimonio della principessa Elisabetta con l'elettore palatino Federico V.
A causa dell'intransigente durezza, anche verso il re Giacomo I d'Inghilterra, ebbe diverse inimicizie. Sotto il regno di Carlo I d'Inghilterra, che incoronò il 2 febbraio 1626, perse qualsiasi influenza.
Prese parte alla commissione preposta alla versione autorizzata della Bibbia.

## Genealogia episcopale
La genealogia episcopale è:
- Cardinale Vital du Four
- Arcivescovo John de Stratford
- Vescovo William Edington
- Arcivescovo Simon Sudbury
- Vescovo Thomas Brantingham
- Vescovo Robert Braybrooke
- Arcivescovo Roger Walden
- Vescovo Henry Beaufort
- Cardinale Thomas Bourchier
- Arcivescovo John Morton
- Vescovo Richard Foxe
- Arcivescovo William Warham
- Vescovo John Longland
- Arcivescovo Thomas Cranmer
- Vescovo William Barlow
- Arcivescovo Matthew Parker
- Arcivescovo Edmund Grindal
- Arcivescovo John Whitgift
- Arcivescovo Richard Bancroft
- Arcivescovo George Abbot